# Maison de Lusignan
La maison de Lusignan est une famille féodale française originaire du Poitou, attestée depuis le Xe siècle. Elle a donné des comtes de la Marche, des comtes d’Angoulême, de Jaffa, d'Eu, de Porhoët et de Pembroke, des rois de Jérusalem puis de Chypre et d’Arménie. Elle est éteinte depuis le XVIIe siècle.

## Origines
Le premier seigneur de Lusignan attesté est Hugues II le Cher, (av. 950-v. 980), fils d'Hugues Ier le Veneur,. La légende lui prête pour auteurs la fée Mélusine et son mari Raymondin.

## Branches
Outre la branche cadette de Chypre, il existe plusieurs sous-lignages, issus de la maison de Lusignan :
- Le sous-lignage de Celle[10],[11] (sans certitude)
- Le sous-lignage de Vivonne[12],[13] (sans certitude)
- Le sous-lignage de Couhé[14]
- Le sous-lignage d'Angles[15],[16]
- Le sous-lignage de Lezay[15],[17]
- Le sous-lignage de Vouvant[18],[19]
- Le sous-lignage d'Exoudun (comtes d'Eu)[20],[21]
- Le sous-lignage de Jarnac[22],[23]
- Le sous-lignage de Valence (comtes de Pembroke)[24],[25]

Les sous-lignages de Celle, Vivonne, Couhé, Exoudun et Valence ont toujours employé ces noms comme nom familial.
La branche principale conserve Lusignan et le comté de la Marche jusqu'au début du XIVe siècle.

## Généalogie

### Première maison de Lusignan
- Hugues Ier dit le Veneur (♰ v. 948)
 X Aleait (♰ ap. 950)
  - Hugues II dit le Cher (♰ v. 980), seigneur de Lusignan
 X Avierne (♰ ap. 959/77)
    - Hugues III de Lusignan dit le Blanc (♰ v. 1012), seigneur de Lusignan et de Civray
 X Arsende (♰ ap. 1014)
      - Hugues IV de Lusignan dit le Brun ou le Chiliarque (♰ 1030/32), seigneur de Lusignan et de Couhé
 X Audéarde (♰ av. 1030)
        - Hugues V de Lusignan dit le Pieux (♰ 1060), seigneur de Lusignan et de Couhé
 X Almodis de la Marche (♰ novembre 1071)[33]
          - Hugues VI de Lusignan dit le Diable, puis le Vieux (♰ 1110), seigneur de Lusignan
 X Audéarde de Thouars (♰ 1115/1140)[34]
            - Hugues VII de Lusignan dit le Brun (♰ v. 1148), seigneur de Lusignan
 X Sarrazine de Lezay (♰ av. 1144)
              - Hugues VIII de Lusignan (♰ ap.1171), seigneur de Lusignan
 X Bourgogne de Rancon (♰ ap. avril 1169)[35]
                - Hugues le Brun (♰ v. 1169)
 X Aurengarde d'Exoudun (♰ v. 1174)
                  - Hugues IX le Brun (♰ 1219), seigneur de Lusignan, comte de la Marche
 X 1) Inconnue
 X 2) Mathilde d'Angoulême (♰ ap. 1233)
                    - (1) Hugues X de Lusignan (♰ 1249), seigneur de Lusignan, comte de la Marche
 X Isabelle d'Angoulême (♰ 1246), comtesse d'Angoulême, reine d'Angleterre
                      - Hugues XI le Brun (♰ 1250), seigneur de Lusignan, comte de la Marche et d'Angoulême
 Yolande de Bretagne (♰ 1272), comtesse de Penthièvre
                        - Hugues XII de Lusignan (♰ 1270), seigneur de Lusignan, comte de la Marche et d'Angoulême
 X Jeanne de Fougères (♰ ap. 1273), dame de Fougères et de Porhoët
                          - Hugues XIII le Brun (♰ 1303), seigneur de Lusignan, Fougères, Porhoët comte de la Marche et d'Angoulême
 X Béatrix de Bourgogne (♰ 1328)
                          - Guy Ier de Lusignan (♰ 1308), seigneur de Lusignan, Fougères, Porhoët comte de la Marche et d'Angoulême
                          - Yolande de Lusignan (♰ 1314), dame de Lusignan, Fougères, Porhoët, comtesse de la Marche et d'Angoulême

                      - Geoffroy Ier de Lusignan (♰ 1274), seigneur de Jarnac
 X 1) Almodis (♰ ap. 1248)
 X 2) Jeanne de Châtellerault (♰ 1315)
                        - (1) Eustachie de Lusignan (♰ 1270)
 X Dreux III de Mello
                        - (2) Geoffroy II de Lusignan dit le Jeune (♰ 1306)
 Pernelle de Sully (♰ ap. 1339)

                      - Guillaume de Valence (♰ 1296) comte de Pembroke et de Wexford
 X Jeanne de Munchensi (♰ 1307), comtesse de Pembroke
                        - Aymar de Valence (♰ 1324), comte de Pembroke
 X 1) Béatrice de Clermont-Nesle (♰ 1320)
 X 2) Marie de Châtillon-Saint-Pol (♰ 1377)

                      - Isabelle de la Marche (♰ 1300)
 X Maurice IV de Craon (♰ 1250)
                      - Marguerite de Lusignan (♰ 1288)
 X 1) Raymond VII, comte de Toulouse (♰ 1249)
 X 2) Aimery IX, vicomte de Thouars (♰ 1250)
 X 3) Geoffroy VI de Chateaubriant (♰ 1284)

                  - Raoul Ier d'Exoudun (♰ 1219), seigneur d'Exoudun
 X Alix d'Eu (♰ 1245), comtesse d'Eu, dame de Hastings, de Tickhill
                    - Raoul II d'Exoudun (♰ 1250), seigneur d'Exoudun, comte d'Eu
 X 1) 1222 Jeanne de Bourgogne (♰ v 1222), fille d'Eudes III duc de Bourgogne et d'Alix de Vergy
 X 2) Yolande de Dreux (♰ v. 1222), fille de Robert II comte de Dreux et de Yolande de Coucy
 X 3) Philippe de Dammartin (♰ ap. 1278), fille de Simon de Dammartin, comte d'Aumale et de Marie de Ponthieu, comtesse de Montreuil et de Ponthieu
                      - (2) Marie d'Exoudun (♰ 1260), comtesse d'Eu
 X Alphonse de Brienne dit d'Acre (♰ 1270), vicomte de Cyrel, grand chambrier de France, fils de Jean Ier de Brienne, roi de Jérusalem (1210-1225), empereur de Constantinople (1231-1237) et de Bérengère de Léon

                - Geoffroy Ier de Lusignan (♰ 1216), comte de Jaffa et d'Ascalon (1191-1193), seigneur de Vouvant, Mervent, Moncontour et Soubise.
 X 1) Humberge de Limoges (♰ av. 1195)
 X 2) Eustachie Chabot (♰ av. 1215), dame de Moncontour et de Mouchamps
                  - (1) Hugues de Lusignan (♰ ap. 1215)
                  - (2) Geoffroy II de Lusignan (♰ 1247/48), seigneur de Vouvant et de Mervent, de Moncontour, de Fontenay
 X 1) Clémence (♰ 1239), vicomtesse de Châtellerault
 X 2) Aude (♰ ap. 1247)
                    - (2) Harpin (♰ ap. 1247)
                    - (2) Alix (♰ ap. 1247)
                    - (2) Bourgogne (♰ ap. 1247)

                  - (2) Guillaume de Valence (♰ 1230), seigneur de Mouchamps et de Soubise
 X Marquise de Mauléon (♰ ap. 1230)
                    - Valence de Lusignan (♰ ap. 1270)
 X Hugues II Larchevevêque (♰ 1271), seigneur de Parthenay

                  - (2) Aimery de Lusignan (♰ ap.1230)

                - Aimery II de Lusignan (♰ 1205) roi de Chypre et de Jérusalem
 X 1) Echive d'Ibelin (♰ v. 1196/97)
 X 2) Isabelle de Jérusalem (♰ 1206), reine de Jérusalem
                  - (1) Bourgogne de Lusignan (♰ ap. 1205)
 X Gautier de Montbéliard (♰ 1212)
                  - (1) Hugues Ier de Lusignan (♰ 1218), roi de Chypre
 X 1210 Alix de Champagne (♰ 1246)
                    - Marie de Lusignan (♰ 1251/53)
 X Gauthier IV de Brienne dit le Grand (♰ v. 1246)
                    - Isabelle de Lusignan (ap. ♰ 1264)
 X Henri de Poitiers-Antioche (♰ 1276)
                      - Maison de Poitiers-Lusignan (voir plus bas)

                    - Henri Ier dit le Gros (♰ 1253), roi de Chypre, régent de Jérusalem
 X 1) Alix de Montferrat, dite la reine Lombarde (♰ 1233)
 X 2) Stéphanie de Barbaron (♰ 1249)
 X 3) Plaisance d'Antioche (♰ 1261)
                      - (3) Hugues II (♰ 1267), roi de Chypre
 X 1264 Isabelle Ibelin (♰ 1282), dame de Beyrouth

                  - (1) Héloïse de Lusignan (♰ 1216/19)
 X Raymond-Roupen d'Antioche (♰ 1221), prince d'Antioche
                  - (2) Sybille de Lusignan (♰ ap. 1225)
 X Léon II dit le Grand (♰ 1219), roi d'Arménie
                  - (2) Mélisende de Lusignan (♰ 1249)
 X 1218 Bohémond IV d'Antioche dit le Borgne (♰ 1233), comte de Tripoli, prince d'Antioche

                - Guy de Lusignan (♰ 1194), comte de Jaffa, d'Ascalon puis roi de Jérusalem, puis seigneur de Chypre
 X Sybille de Jérusalem (♰ 1190), reine de Jérusalem, fille d'Amaury Ier, roi de Jérusalem et d'Agnès de Courtenay

              - Simon Ier dit le Brun (♰ v. 1181), seigneur de Lezay
                - Guillaume Ier (♰ ap. 1203), seigneur de Lezay et d'Angles
                  - Joscelin Ier (♰ av. 1220), seigneur de Lezay et de Monthoiron
                    - Simon III (♰ ap. 1226), seigneur de Lezay
                    - Joscelin II (♰ ap.1261), seigneur de Monthoiron
                      - Simon IV (♰ ap.1261), seigneur de Lezay
                      - Joscelin III (♰ ap.1308), seigneur de Monthoiron

              - Denise (♰ ap.1173)
 X Geoffroy IV, vicomte de Thouars (♰ v. 1173)

            - Melisende de Lusignan (♰ ap. 1075)
 X Simon Ier de Parthenay (♰ 1075), vidame de Parthenay (1059-1075)
            - Rorgon ou Rorgues (♰ ap.1110)

### Seconde maison de Lusignan
La maison de Poitiers-Lusignan, qui a donné des rois de Chypre et d'Arménie, est issue des princes de Poitiers-Antioche, et en ligne féminine des Lusignan. Le fondateur, Henri de Poitiers-Antioche, a pris le nom de Lusignan.
```
        
Bohémond IV de Poitiers
 († 1233) 
prince d'Antioche
 et 
comte de Tripoli

   ┌──< X
   │    
Plaisance du Gibelet
 († 1217)
   │
   
Henri de Poitiers-Antioche
 († 1276)
┌< X
│  
Isabelle de Lusignan
 († 1264)
│  │
│  │    
Hugues 
I
er
 de Lusignan
 († 1218) 
roi de Chypre

│  └──< X
│       
Alix de Champagne
 († 1247)
│
├──> 
Hugues III de Lusignan
 († 1284) roi de Chypre et de Jérusalem
│    X 
Isabelle d'Ibelin

│    │
│    ├──> 
Jean 
I
er
 († 1285) roi de Chypre
│    │
│    ├──> 
Henri II
 († 1324) roi de Chypre et de Jérusalem
│    │    X 
Constance de Sicile
 (1303 † 1344)
│    │
│    ├──> 
Amaury
 († 1310) connétable de Jérusalem, seigneur de Tyr, régent de Chypre
│    │    X 
Isabelle d'Arménie
 (1275 † 1323)
│    │    │
│    │    ├──> 
Guy de Lusignan
 († 1344), roi d'Arménie
│    │    │
│    │    └──> 
Jean de Lusignan
 († 1343), régent d'Arménie
│    │         │
│    │         └──> 
Léon VI
 († 1393) roi d'Arménie
│    │
│    ├──> Marie († 1322)
│    │    X 
Jacques II d'Aragon

│    │
│    ├──> 
Guy
 († 1303), connétable
│    │    X 
Echive d'Ibelin

│    │    │
│    │    └──> 
Hugues IV
 († 1359) roi de Chypre
│    │         X 1) 
Marie d'Ibelin

│    │         X 2) 
Alice d'Ibelin

│    │         │
│    │         ├─2> 
Pierre 
I
er
 († 1369) roi de Chypre
│    │         │    X 1) 
Echive de Montfort

│    │         │    X 2) 
Eléonore d'Aragon

│    │         │    │
│    │         │    └─2> 
Pierre II
 († 1382) roi de Chypre
│    │         │
│    │         ├─2> Jean de Lusignan († 1375)
│    │         │
│    │         └─2> 
Jacques 
I
er
 († 1398) roi de Chypre
│    │              X 
Helvis de Brunswick-Grubenhagen

│    │              │
│    │              ├──> 
Janus
 († 1439) roi de Chypre
│    │              │    X 1) 
Anglesia Visconti

│    │              │    X 2) 
Charlotte de Bourbon

│    │              │    │
│    │              │    ├─2> 
Jean II
 († 1458) roi de Chypre
│    │              │    │    X 1) 
Amédéa de Montferrat

│    │              │    │    X 2) 
Hélène Paléologue

│    │              │    │    │
│    │              │    │    ├─2> 
Charlotte
 († 1487) reine de Chypre
│    │              │    │    │    X1) 
Jean de Portugal
, 
duc de Coimbra

│    │              │    │    │    X2) 
Louis de Savoie
, comte de Genève
│    │              │    │    │
│    │              │    │    └─i> 
Jacques II le bâtard
 († 1473) roi de Chypre
│    │              │    │         X 
Catherine Cornaro
 († 1510) reine de Chypre
│    │              │    │         │
│    │              │    │         └──> 
Jacques III
 († 1474) roi de Chypre
│    │              │    │
│    │              │    └─2> 
Anne de Lusignan
 († 1462)
│    │              │         X 
Louis 
I
er
 de Savoie

│    │              │
│    │              └──> Henri de Lusignan († 1427)
│    │                   │
│    │                   └─i> Philippe de Lusignan († 1466)
│    │                        │
│    │                        └──> Henri de Lusignan
│    │                             │
│    │                             └──> Philippe de Lusignan († 1546)
│    │                                  │
│    │                                  ├──> Phoebus de Lusignan
│    │                                  │
│    │                                  ├──> Jason de Lusignan († 1570)
│    │                                  │    │
│    │                                  │    ├──> Pierre-Antoine de Lusignan
│    │                                  │    │
│    │                                  │    ├──> Jean de Lusignan
│    │                                  │    │
│    │                                  │    ├──> Jacques de Lusignan († 1590) évêque de Limassol
│    │                                  │    │
│    │                                  │    ├──> Jean-Philippe de Lusignan († 1571)
│    │                                  │    │
│    │                                  │    └──> Hercule de Lusignan
│    │                                  │
│    │                                  ├──> Hector de Lusignan
│    │                                  │    │
│    │                                  │    ├──> Gaspard de Lusignan († 1571)
│    │                                  │    │    │
│    │                                  │    │    └──> Pietro de Lusignan († 1611)
│    │                                  │    │         │
│    │                                  │    │         └──> Gaspard de Lusignan († 1660)
│    │                                  │    │
│    │                                  │    ├──> Jean-Perez de Lusignan († 1570)
│    │                                  │    │
│    │                                  │    └──> Pierre de Lusignan
│    │                                  │
│    │                                  ├──> Pierre de Lusignan
│    │                                  │
│    │                                  ├──> Jean de Lusignan
│    │                                  │
│    │                                  └──> Pons de Lusignan
│    │
│    ├──> Marguerite († 1296)
│    │    X 
Thoros III
 
roi d'Arménie

│    │
│    └──> Isabelle († 1319)
│         X 
Oshin 
I
er
, roi d'Arménie
│
└──> Marguerite de Lusignan († 1308)
     X 
Jean de Montfort
, 
seigneur de Toron
 et 
de Tyr
```

## Armoiries
| |  |  |  |  |  |
| - Seigneurs de Lusignan : burelé d'argent et d'azur. - Rois de Chypre : burelé d'argent et d'azur au lion de gueules, armé, lampassé et couronné d'or, brochant. - Seigneurs d'Exoudun : burelé d'argent et d'azur au lambel de gueules. |  |  |  |  |  |

## Possessions
Liste non exhaustive des possessions tenues en nom propre ou en fief de la famille de Lusignan :
dans le département de l'Ain (01)
- château de la Barre(1446)

dans le département de la Charente (16)
- château d'Aubeterre
- château de Bouteville
- château de Chabanais
- château de Cognac
- château de Confolens
- château de Jarnac
- château de La Rochefoucauld
- château de Merpins
- château de Ruffec
- château de Villebois-Lavalette

dans le département de la Charente-Maritime (17)
- château d'Archiac
- château de la Vergne
- château de Pont-l'Abbé
- château de Tonnay-Boutonne
- château de la Clause

dans le département de la Creuse (23)
- château de Bridiers - branche cadette
- château de Crozant
- château de Guéret
- château de Chénérailles
- château d'Ahun

dans le département de la Dordogne (24)
- château de la Tour-Blanche

dans le département d'Indre-et-Loire (37)
- château de Langeais

dans le département des Deux-Sèvres (79)
- château de Cherveux
- château de Chizé - branche cadette
- château d'Exoudun - branche cadette
- château de Frontenay
- château de Melle - branche cadette
- château de Prahecq
- château de Saint-Gelais
- château de Saint-Héray

dans le département de la Vendée (85)
- château de Fontenay - branche cadette
- châteaux de Vouvant et de Mervent, tenus par Geoffroy Ier, seigneur de Vouvant et son fils Geoffroy II (fin du XIIe siècle-1247/48) - branche cadette

dans le département de la Vienne (86)
- château de Béruges
- château de Charroux
- château de Château-Larcher
- château de Civray - branche cadette
- château de Couhé
- château de Lusignan
- château de Montreuil-Bonnin

dans le département de la Haute-Vienne (87)
- château de Bellac
- château de Dognon
- château du Dorat